# Olejová barva

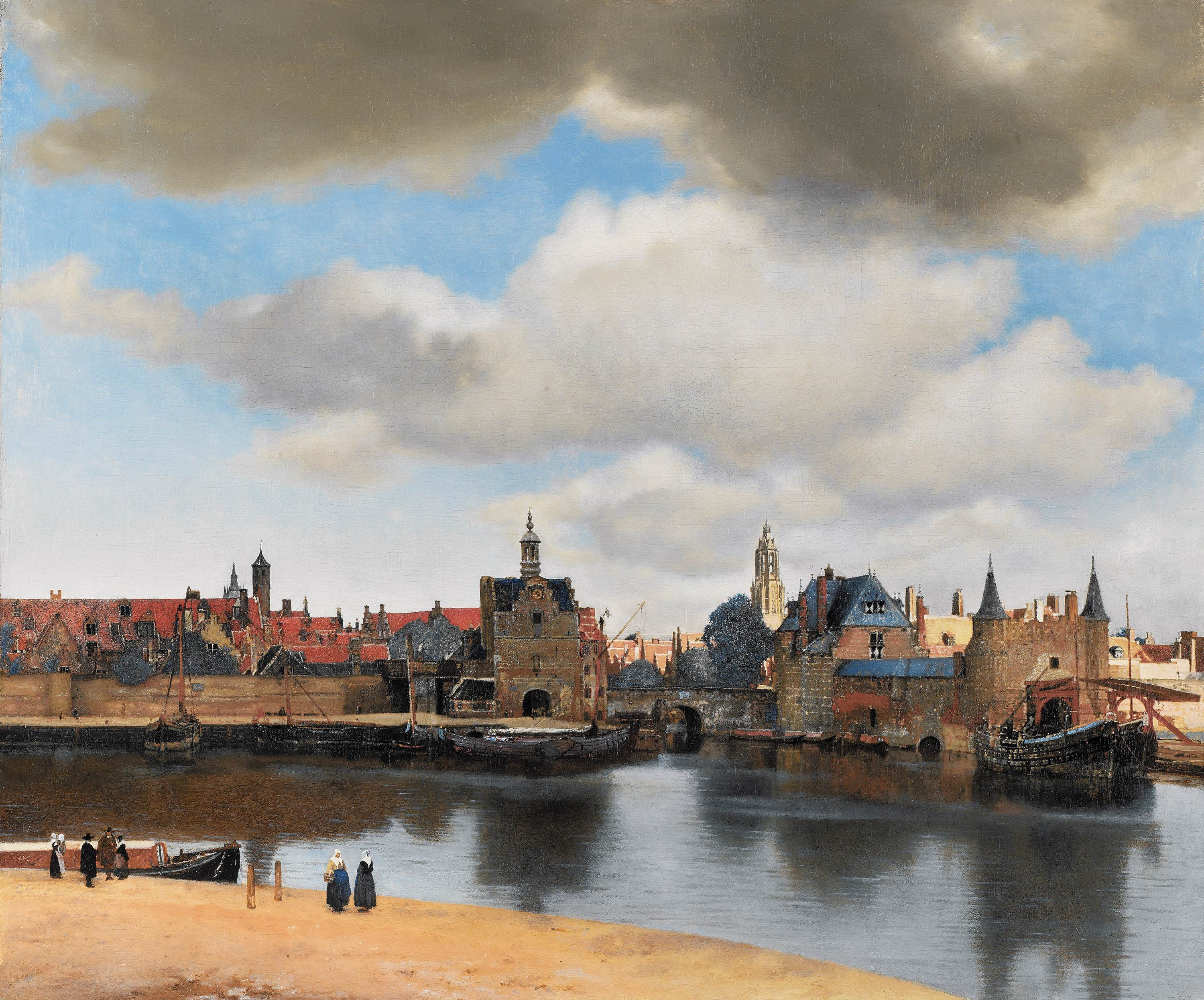
Pohled na Delft v olejových barvách, Jan Vermeer.

Olejová barva je druh pomalu schnoucí barvy, který se skládá z částic pigmentu suspendovaných v zasychajícím oleji, nejčastěji lněném. Viskozitu barvy lze měnit přidáním rozpouštědla, například terpentýnu nebo lakového benzinu. Pro zvýšení lesku zaschlého filmu barvy lze přidat lak.
Olejové barvy se pro jednoduchou dekoraci používaly v Anglii od 13. století, nicméně do 15. století nebyly široce přijaty jako barvy pro malířskou tvorbu. Běžným moderním použitím olejových barev je povrchová úprava (nátěr) dřeva v interiéru a exponovaných kovových konstrukcí, například lodí nebo mostů. Pro svoji trvanlivost a jasné barvy jsou vhodné pro použití na dřevo a kov v interiéru i exteriéru. Tloušťka vrstvy barvy má zásadní vliv na rychlost zasychání; tenké vrstvy olejových barev schnou relativně rychle.

### Obecné
- (anglicky) Mayer, Ralph. The Artist's Handbook of Materials and Techniques Viking Adult; 5th revised and updated edition, 1991. ISBN 0-670-83701-6

### Historie
- (anglicky) "History of Oil Paint." Cyberlipid Center.
- (anglicky) "History of Painting Mediums." Real Color Wheel.
- (anglicky) "A Brief History." Sanders-Studios.com.
- (anglicky) "The Evolution of Oil Color." Daniel Smith Artists' Materials.

### Chemie
- (anglicky) “Autoxidation.” McGraw Hill Encyclopedia. 8th ed. 1997.
- (anglicky) Flanders, Peggy J., How Oils Dry, 5 May 2006.
- (anglicky) Friedman, Ann, et al., Painting, World Book online, 46 Stetson St. #5 	Brookline, MA. 10 May, 2006.
- (anglicky) History of Oil Paint, CyberLipid.org, 5 May 2006.
- (anglicky) Mecklenburg, Marion, Autoxidation of Oil, 13 Jan 2006. The Painter's Handbook, Mark David Gottsegen. 11 June 2006.
- (anglicky) van den Berg, Jorit D.J., MOLART 2002. 8 May 2006